# Livorno (Suriname)
Livorno è un comune (ressort) del Suriname di 8.209 abitanti che fa parte del distretto di Paramaribo. Il nome deriva dal fatto che nel XVIII secolo qui arrivarono centinaia di ebrei sefarditi proprio da Livorno per coltivare canna da zucchero, vaniglia e indaco.